# 다니엘 카스타노
다니엘 알렉산더 카스타노(Daniel Alexander Castano, 1994년 9월 17일 ~ )는 전 미국의 야구 선수이다.

## 미국 프로야구 시절

### 세인트루이스 카디널스 시절
2016년 신인 드래프트에서 19라운드에 세인트루이스 카디널스에 지명됐다. 지명 후 루키리그인 존슨 시티 카디널스에서 뛰었다.
2016년에는 존슨 시티 카디널스에서 뛰면서 12경기 (선발 11경기) 출장해 2승 5패 평균자책점 6.19를 기록했다.

### 마이애미 말린스 시절
2017년 12월 13일 외야수 마르셀 오즈나 ↔ 다니엘 카스타노, 잭 갤런, 마그뉴리스 시에라, 샌디 알칸타라의 1:4 트레이드로 마이애미 말린스로 이적했다. 2018년 시즌을 주피터 해머해드스에서 시작했다. 시즌 중에는 걸프 코스트 말린스와 그린즈버러 그래스호퍼스에서도 뛰었다. 24경기(23경기 선발) 출장해 9승 12패 3.93의 평균자책점을 기록했다.
2020년에 마이애미 말린스에 입단했다.

## 한국 프로야구 시절

### NC 다이노스시절
2024년에 NC 다이노스에 총액 85만달러(계약금 13만달러, 연봉 52만달러, 옵션 20만달러)에 영입됐다.
6월 13일 kt 위즈와의 경기에서 7이닝 4피안타 1피홈런 1볼넷 4탈삼진 2실점하면서 시즌 5승을 기록했다. 6월 19일 두산 베어스와의 경기에서 6이닝 85구 5피안타(1피홈런) 1사사구 4탈삼진 3실점을 기록하면서 시즌 6승을 기록했다.
7월 3일 SSG 랜더스와의 경기에서 6이닝 5피안타 3볼넷 7탈삼진 1실점으로 시즌 7승을 기록했다. 7월 17일 한화 이글스와의 경기에서 8이닝 동안 8피안타 1볼넷 2탈삼진 1피홈런 1실점을 기록하면서 시즌 8승을 기록했다. 7월 23일 KIA 타이거즈와의 경기에서 4이닝 7피안타 3볼넷 3탈삼진 6실점을 기록하면서 패전투수가 됐다. 이 경기가 NC 다이노스에서의 마지막 등판이었다.
7월 28일 NC 다이노스에서 웨이버 공시됐다. NC 다이노스에서 19경기 출장해 111 2/3이닝 8승 6패 평균자책점 4.35를 기록했다. 그의 대체 선수로는 키움 히어로즈에서 뛰었던 에릭 요키시가 영입됐다.
NC 다이노스 방출 이후 인스타그램을 통해 은퇴를 선언했다.

## 통산 기록
| 연도 | 팀명  | 평균자책점 | 경기 | 완투 | 완봉 | 승 | 패 | 세 | 홀 | 승률  | 타자 | 이닝    | 피안타 | 피홈런 | 볼넷 | 사구 | 탈삼진 | 실점 | 자책점 |
| ---- | ----- | ---------- | ---- | ---- | ---- | -- | -- | -- | -- | ----- | ---- | ------- | ------ | ------ | ---- | ---- | ------ | ---- | ------ |
| 2024 | NC    | 4.35       | 19   | 0    | 0    | 8  | 6  | 0  | 0  | 0.571 | 476  | 111 2/3 | 117    | 11     | 25   | 7    | 89     | 65   | 54     |
| 통산 | 1시즌 | 4.35       | 19   | 0    | 0    | 8  | 6  | 0  | 0  | 0.571 | 476  | 111 2/3 | 117    | 11     | 25   | 7    | 89     | 65   | 54     |